# Skarvbreen
De Skarvbreen is een gletsjer op het eiland Edgeøya, dat deel uitmaakt van de Noorse eilandengroep Spitsbergen.

## Geografie
De gletsjer is noordwest-zuidoost georiënteerd en ligt in het zuiden van het eiland. Hij komt vanaf de Digerfonna en mondt in het zuidoosten uit in het Tjuvfjorden.
Ongeveer vier kilometer naar het zuidwesten ligt de gletsjer Kuhrbreen en ongeveer vijf kilometer naar het noorden de gletsjer Veidebreen.